# Qu Dongyu
Qu Dongyu (em chinês: 屈冬玉; pinyin: Qū Dōngyù; nascido em 29 de outubro de 1963) é um diplomata chinês que assumiu o cargo de nono Diretor-Geral da Organização das Nações Unidas para a Alimentação e a Agricultura (FAO) em 1 de agosto de 2019. É o primeiro cidadão chinês a liderar a organização.  
Qu venceu a nomeação já no primeiro turno de votação durante a 41ª Conferência da FAO, em 23 de junho de 2019, recebendo 108 dos 191 votos válidos dos 194 países membros.

## Carreira
De 2001 a 2011 foi vice-presidente da Academia Chinesa de Ciências Agrícolas. Qu Dongyu contribuiu para o sequenciamento do genoma da batata por meio de sua atuação como Investigador Principal no Consórcio de Sequenciamento do Genoma da Batata, no Instituto Chinês de Vegetais e Flores da Academia Chinesa de Ciências Agrícolas. A pesquisa levou seis anos e descobriu que a batata contém aproximadamente trinta e nove mil genes.
Qu Dongyu recebeu o Prêmio da Indústria do Congresso Mundial da Batata como parte de uma equipe em 2006.
Entre 2011 e 2015, atuou como vice-presidente da Região Autônoma Hui de Ningxia, na China, e em 2015 tornou-se vice-ministro do Ministério da Agricultura e Assuntos Rurais, onde participou da promoção de colaboração internacional com organizações como a FAO (Organização das Nações Unidas para Alimentação e Agricultura) e o CABI (Centro de Agricultura e Biociências Internacional).
Em 2013, Qu Dongyu foi coautor de uma pesquisa sobre resistência genética da batata à requeima.